# Gymnothorax panamensis
 Gymnothorax panamensis és una espècie de peix de la família dels murènids i de l'ordre dels anguil·liformes.

## Morfologia
Els mascles poden assolir els 70 cm de longitud total.

## Distribució geogràfica
Es troba des del Golf de Califòrnia fins a Colòmbia i Xile, incloent-hi les Illes Galápagos.